# Duomo di Sant'Angelo in Vado
La chiesa di San Michele Arcangelo è il principale luogo di culto cattolico di Sant'Angelo in Vado e concattedrale dell'arcidiocesi di Urbino-Urbania-Sant'Angelo in Vado. Fu cattedrale della diocesi di Sant'Angelo in Vado-Urbania, fino al 1986. Si trova in piazza Pio XII, vicino al Palazzo della Ragione. 

## Storia
La chiesa risale ad un'antica pieve del XIII secolo, con un orientamento opposto all'edificio odierno e più piccolo, ad aula unica, corrispondente alla sola navata centrale. Alcune tracce della primitiva struttura si possono ritrovare in alcune finestre monofore in stile gotico. Nel 1639 la pieve venne elevata a cattedrale da papa Urbano VIII, che eresse Sant'Angelo in Vado a sede vescovile. Dato il nuovo status, si ritenne che la chiesa originaria fosse troppo modesta, per cui, a partire dal 1728, vennero avviati importanti lavori di ristrutturazione che portarono alla costruzione della nuova cattedrale, consacrata il 15 luglio 1770.
Sul finire del XIX secolo, fu eretta la Cappella della Madonna del Pianto, in stile neobarocco.
Nel luglio del 1947 papa Pio XII la elevò alla dignità di basilica minore.
Il 30 settembre 1986, con il decreto Instantibus votis della Congregazione per i Vescovi, è stata stabilita la plena unione della sede di Sant'Angelo in Vado con le sedi di Urbino e Urbania, già unite in persona episcopi dal 1977: la nuova circoscrizione ecclesiastica ha assunto il nome attuale e la cattedrale di San Michele Arcangelo ha assunto il titolo di concattedrale.

## Descrizione
La concattedrale si presenta a tre navate con due cappelle ai lati del presbiterio, con abside a pianta semiesagonale. Il presbiterio è delimitato da una balaustra e da una cancellata, con l'altare maggiore, in marmi policromi, rialzato su tre gradini.  Quest'ultimo è stato staccato dal muro di fondo, negli anni settanta del XX secolo, e posto al centro del presbiterio, in ottemperanza alle nuove direttive conciliari, Nell'abside vi è un coro in legno di noce intagliato.
La cappella della Madonna del Pianto si trova a sinistra del presbiterio. Vi si conserva un'opera tardogotica eponima, risalente agli inizi del XV secolo, realizzata da Pietro di Zonino. In origine fu collocata sulla facciata esterna di una casa e commissionata da una madre per commemorare un suo figlio deceduto. Sul finire del XVI secolo fu trasferita all'interno della cattedrale e poi, verso il XVII secolo, fu ricoperta da due paliotti, uno ligneo e uno in argento sbalzato. Alla fine degli anni quaranta del XX secolo, in seguito ad un restauro in Vaticano, Pio XII fece collocare due coroncine dorate sul capo della Vergine e del Bambino, offerte dalla popolazione vadese per le grazie e la protezione ricevute durante l'ultimo conflitto mondiale.
Invece quella a destra è legata alla Confraternita degli Ortolani, in essa si conserva un dipinto raffigurante un Noli me tangere di scuola baroccesca, oltre a due tele di Claudio Ridolfi, un'Adorazione dei Magi ed un Battesimo di Cristo.
Sull'altar maggiore si trova un olio su tela rappresentante il Trionfo di San Michele Arcangelo (1754ca) del pittore vadese Francesco Mancini, dello stesso artista si conserva in sacrestia un altro dipinto, una Madonna orante (anni quaranta del XVIII secolo). Vi si conserva anche una tela del pesarese Giovan Giacomo Pandolfi, raffigurante una Madonna del Rosario e Santi.
L'ampia facciata in laterizio è divisa in tre parti da semicolonne aggettanti. Sopra al portale centrale in pietra, vi è lo stemma di papa Clemente XIV. Un campanile quadrato, sormontato da una cupola ottagonale, si eleva sopra l'entrata secondaria. Su di esso, oltre all'orologio, trova posto un bassorilievo marmoreo, in stile gotico, di San Michele Arcangelo.